# Hirairi
Hirairi ou hirairi-zukuri (平入・平入造) est une disposition traditionnelle de l'architecture japonaise par laquelle l'entrée principale d'un bâtiment se fait du côté qui court parallèlement à l'arête du toit (côté sans pignon).

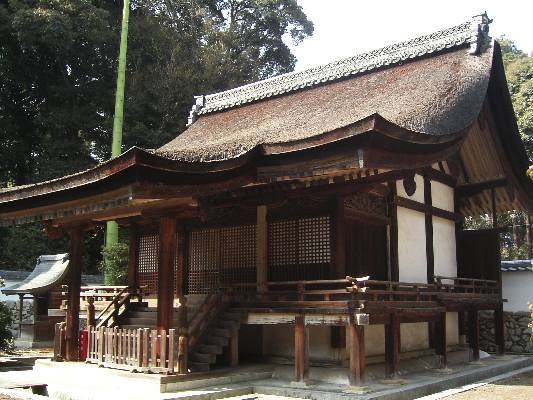
Style hirairi : l'entrée se trouve du côté du toit sans pignon.

Les styles architecturaux shinto shinmei-zukuri, nagare-zukuri, hachiman-zukuri et hiyoshi-zukuri appartiennent à ce type. Le style hirairi subsiste essentiellement dans les environnements religieux.
Dans les bâtiments résidentiels, le côté de l'entrée est habituellement le long côté, mais depuis l'époque d'Edo, c'est l'opposé qui se révèle le plus fréquent.